# Dicranomyia (Dicranomyia) absens
Dicranomyia (Dicranomyia) absens is een tweevleugelige uit de familie steltmuggen (Limoniidae). De soort komt voor in het Oriëntaals gebied.